# محمدقلی هدایت
محمدقلی هدایت (درگذشته ۱۳۲۹ خورشیدی) نماینده مجلس شورای ملی و فرزند علی‌قلی مخبرالدوله بود.
از مظفرالدین شاه قاجار لقب مخبرالملک گرفت و پس از پدرش عهده‌دار ریاست تلگراف خانه شد. او نماینده اعیان در دوره نخست مجلس شورای ملی بود و در ۲۶ صفر ۱۳۲۶ (نهم فروردین ۱۲۸۷) به ریاست مجلس برگزیده شد اما نپذیرفت و در جلسه بعدی استعفای خود را اعلام کرد. در مجلس اول یکی از شش عضو کمیسیون نظامنامه پلیس بود که اساسنامه نخستین تشکیلات پلیس را در ایران تدوین کردند. در کابینه چهارم حسن مستوفی که در ۲۷ دی ۱۲۹۶ تشکیل شد، مدتی وزیر مالیه بود.